# Victor Marchand
Victor Marchand (17 septembre 1882 à Saint-Cuthbert - 2 juin 1962 à Montréal à l'âge de 79 ans) est un homme politique québécois. Il a été député de la circonscription de Jacques-Cartier à l'Assemblée nationale du Québec de 1925 à 1932, sous la bannière du Parti libéral du Québec.
Il abandonne de son poste de député le 15 avril 1932 pour accepter un siège au conseiller législatif, pour la division de Rigaud, un poste qu'il occupera jusqu'à ce qu'il soit démis de ses fonctions, pour cause d'absence prolongée, en 1960.